# الجدار السعودي اليمني

السياج السعودي الحديدي في الحدود اليمنية

الجدار السعودي اليمني هو جدار أو سياج مكهرب أنشئته المملكة العربية السعودية على الحدود اليمنية السعودية بحيث سيمتد مسافة 2,000 كيلو متر . ويمتد من البحر الأحمر غربا وحتى حدود سلطنة عمان شرقا، ويبلغ ارتفاع الجدار ثلاثة أمتار ومزود بأنظمة رصد إلكترونية. ، وكانت السعودية قد بدأت ببناء جدار اسمنتي في سبتمبر 2003 ووصلت لطول 75 كيلو متر فحدث نزاع عنيف مع الحكومة اليمنية حيث قالت الحكومة اليمنية أن بناء هذا الجدار يعد مخالف لاتفاقية الحدود الموقع في عام 2000 أدى الخلاف لإيقاف وقف البناء في فبراير 2004 . تضمنت معاهدة جدة الحدودية تحديد منطقة الرعي بعشرين كيلو مترا بحيث يحق للرعاة من البلدين استخدام مناطق الرعي ومصادر المياه على جانبي هذا الجزء من خط الحدود استنادا إلى التقاليد والأعراف القبلية السائدة لمسافة لا تزيد عن عشرين كيلو مترا . وتضمنت انه لا يجوز لأي من الطرفين المتعاقدين حشد قواته المسلحة على مسافة تقل عن عشرين كيلو مترا على جانبي الحدود ويقتصر نشاط أي طرف في كل جانب على تسيير دوريات أمن متنقلة باسلحتها الاعتيادية .
أعادت السعودية عملية بناء الحاجز في 2013 وذكرت بي بي سي أن الحاجز يبلغ طوله 2000 كم، لإغلاق الحدود بينها وبين اليمن، ويقول فرانك غاردنر مراسل بي بي سي للشؤون الامنية، الذي زار الحدود بين البلدين، إن الجزء الأول من الحاجز قد اكتمل بناؤه.
وقالت مصادر أمنية سعودية لبي بي سي إن الإجراء من شأنه حماية المملكة من تنامي ظاهرة العنف في اليمن ويهدف للحيلوية دون دخول يمنيين إلى السعودية بشكل غير شرعي، ووقف أي نشاط محتمل لتنظيم القاعدة.

خريطة اليمن وتحدها المملكة العربية السعودية شمالا

## التاريخ والغرض المعلن
يفصل السعودية والجمهورية اليمنية شريط حدودي ضخم يقرب من 1770 كم والقبائل البدوية في تلك المنطقة لاتعترف بالحدود إذ كانت المنطقة مرعى لمواشيهم من آلاف السنين وتقول الحكومة السعودية أن تهريب الأسلحة والمخدرات والمهاجرين غير الشرعيين يحدث عبر هذه الحدود وكثير من هؤلاء المهربين من القبائل المسلحة وسيقاتلون حتى الموت إذ ماحوصروا 
وتقول السعودية أن الأسلحة المهربة التي يستخدمها الإرهابيين في القيام بعمليات التفجير داخل المملكة، والتي تستهدف المدنيين، مثل تفجير مجمع الرياض 2003 والذي أسفر عن مقتل 35 شخص وجرح ما يزيد عن 100 أخرين. وكانت الثقة ضعيفة في قدرة الحكومة اليمنية على القبض على المتسللين قبل الدخول إلى الأراضي السعودية. في عام 2008، بعد بدء بناء قطاع جديد في الجدار في مدينة حرض، أعلن السعوديون عن أهمية الجدار لحماية حدودهم من تدفق الهجرة غير الشرعية ومن تهريب المخدرات والأسلحة  ومن المعتقد عبور آلاف الأفارقة يوميا عبر الحدود السعودية اليمنية. ويصل عدد عير معروف من الصوماليين والأثيوبيين إلى السواحل اليمنية يوميا، والذين يأخذون طريقهم إلى المملكة العربية السعودية عن طريق مدينة حرض. وحيث أن فرص العمالة في اليمن ضئيلة بالنسبة للمهاجرين، فإن معظمهم يتجه للسعودية أو لدول الخليج الأخرى، حيث تكون الحاجة للعمل أكثر هناك. بالإضافة إلى الصوماليين والأثيوبيين. وفق برنارد هيكل بروفسور الدراسات الشرقية بجامعة برينستون فإن السعودية كانت تقدم الأموال لمشايخ القبائل المتنفذين داخل اليمن وتجاهلت القبائل الحدودية، غيرت السعودية «تلاعبها في اليمن» وفق مسؤول أميركي في السفارة الأمريكية بالرياض لصرف الأموال على القبائل الحدودية بالإضافة للدعم التقليدي الذي تقدمه لمشايخ القبائل  مشايخ هذه القبائل هم المسؤول الأول عن تجارة السلاح والمخدرات داخل اليمن فالمهم بالنسبة للسعودية ألا تترك سياستها أثراً داخل المملكة فإن السعوديين يعارضون الإرهاب داخل بلادهم فقط ولا مشكلة لديهم خارجه وفق مايكل شوير ضابط المخابرات الأمريكي السابق والمسؤول عن وحدة بن لادن في سي آي إيه 

## وصلات خارجية
- ويكيليكس، السعودية آلة صرافة للإرهاب  ، صحيفة الغارديان اللندنية
- الحدود الأكثر تعقيدا في العالم، بي بي إس